# Embalse del Catllar
El embalse del Catllar es una infraestructura hidráulica española construida sobre el río Gayá, al noreste del municipio de Catllar, a unos dos kilómetros por debajo de la presa, en la provincia de Tarragona, Cataluña. El embalse se extiende por los términos de Catllar, Vespella y Renau, en la comarca del Tarragonés, y por una pequeña parte del municipio de Vilabella, en la comarca del Alto Campo.

## Historia
El pantano se proyectó a principios de la década de 1970 con el fin de proporcionar agua a la industria petroquímica de Repsol, que se halla a pocos kilómetros, y de paso a la comunidad de regantes de La Riera y el Catllar. La presa, que se proyectó en primer lugar más arriba, en el municipio de Salomó, con una capacidad de 11 hm³, se acabó construyendo frente a la desembocadura del torrente de Renau, a unos 11 km del mar, con una capacidad de 60 hm³, en un río con muy poca agua (59 km de recorrido y una media de 0,57 m³/s) y sobre materiales porosos.
Como consecuencia, desde 1977, dos años después de su inauguración, todo el caudal del río Gayá quedó retenido en el embalse. Entre 1989 y 2008 y debido a las filtraciones, solo pudo aprovecharse el 41% del volumen del agua total almacenada y su registro máximo se quedó en solo 21,5 hm³. La media durante todos esos años fue de 5-6 hm³, sin llegar a mojar siquiera los pies de la presa.
Desde 2012, Respsol que gestiona la presa, y por un acuerdo con la Agencia Catalana del Agua (ACA), libera el caudal ecológico del río a cambio de otras concesiones por parte de la Generalitat. La presa permanece con las compuertas abiertas.